# Cladocarpus paradiseus
Cladocarpus paradiseus är en nässeldjursart som beskrevs av George James Allman 1877. Cladocarpus paradiseus ingår i släktet Cladocarpus och familjen Aglaopheniidae. Inga underarter finns listade i Catalogue of Life.